# کالیفرنیا ۳۴۱
سیارک ۳۴۱ (به انگلیسی: 341 California، نامگذاری:1892J) سیصد و چهل و یکمین سیارک کشف شده‌است که در ۲۵ سپتامبر ۱۸۹۲ و در هایدلبرگ کشف شد.
قدر مطلق سیارک برابر ۱۰٫۵۵ است.